# سميحة أيفردي
سميحة أيفردي (بالتركية: Samiha Ayverdi)‏ (ولدت في 25 نوفمبر عام 1905 في مدينة إسطنبول وتوفت في 22 مارس عام 1993 في مدينة إسطنبول) مفكرة تركية وكاتبة صوفية.
ألفت سميحة أيفردي أعمال في القصص، والروايات، والمقالات، والأبحاث والمذاكرات. وكانت وثيقة الصلة بمذهب الرفاعي.

## حياتها
هي ابنة إسماعيل حقي بك، محافظ المشاة (المقدم)، والسيدة فاطمة مليحة. وشقيقة أكرم حقي أيفردي، المؤرخ والمهندس المعماري. درست سميحة أيفردي في مدرسة «القدوة» للبنات بالسليمانية. ثم بعد ذلك واصلت تعليمها من خلال الدروس الخصوصية. وتعلمت اللغة الفرنسية بشكل جيد جدا. وكانت تثقف نفسها في مجالات التاريخ، والفلسفة والتصوف.
تعد سميحة أيفردي عضو مؤسس لجمعية «كوبّألتي» في عام 1970 وللمؤسسة في عام 1978. وعلاوة على ذلك كانت سميحة عضو نشط بجمعية الفاتح بـإسطنبول وبمعاهد إسطنبول ويحيى كمال. وفي عام 1966 خطت سميحة أيفردي خطوة نحو تأسيس «جمعية المرأة بالمنزل التركي» (الجمعية الثقافية للمرأة التركية). وفي عام 1970 أسست جمعية «كوبّألتي» (تحت القبة) مع شقيقها.
توفت سميحة أيفردي في 22 مارس عام 1993 ويوجد قبرها بحديقة مسجد مركز أفندي بـإسطنبول.

## أعمالها
نشرت سميحة أيفردي في عام 1938 أول رواية لها بعنوان «الحب كذلك». ومنذ عام 1946 اهتمت سميحة أكثر بالفكر والمعالم التاريخية.
وقد استخدمت سميحة أيفردي التاريخ بشكل مكثف في أعمالها. وكانت بحوثها العلمية ودراستها ورواياتها تدور حول إسطنبول. وتناولت الفكر الصوفي والتاريخ بشكل خاص في رواياتها. كما أنها قد عرفت كينان الرفاعي للقراء من خلال أعماله.
وكانت روايات «يوم لا تغيب عنه الشمس والإنسان والشيطان» من بين أبحاثها. وتعد رواية «قصر إبراهيم أفندي» من أفضل الروايات التي تعكس الحنين إلى الماضي.
إن عدد الكتب التي أصدرتها منشورات كوبّألتي باسم سميحة أيفردي تقدر بستة وثلاثون كتاب.

## قائمة الكتب التي أصدرتها سميحة أيفردي
1-	كان هذا الحب، 1938
2-	يوم لا تغيب عنه الشمس، 1939
3-	ليلة في المعبد، 1940
4-	شجرة النار، 1941
5-	متوفي على قيد الحياة، 1942
6-	الطلقة الأخيرة، 1943
7-	إلى أين ستذهب أيها المسافر، 1944
8-	اليعسوب، 1946
9-	إمام السيد المسيح، 1948
10-	كينان الرفاعي والإسلام في ضوء القرن العشرين، 1951
11-	ليالي إسطنبول، 1952
12-	الفاتح في العالم الأدبي والمعنوي، 1953
13-	قصر إبراهيم أفندي، 1946
14-	تاريخ البوسفور، 1966
15-	تركيا ضد التبشيرية، 1969
16-	العلاقات التركية – الروسية وحروبهم، 1970
17-	من عالم لعالم، 1974
18-	العصور العثمانية في التاريخ التركي، 1975
19-	قضايا الثقافة الوطنية وسبب ثقافتنا، 1976
20-	شخصيات عابدة، 1976
21-	قضية أرمن تركيا، 1976
22-	وحيدا مع الذكريات، 1977
23-	من السيادة إلى العبودية، 1978 (باللغة العربية واللغة الإنجليزية عام 1979 واللغة الأردية عام 1981)
24-	الصديق، 1980 (باللغة الإنجليزية في عام 1995)
25-	بضع خطوات على سطح الأرض، 1984
26-	باب الرحمة، 1985
27-	صوت الخطابات، 1985
28-	ماذا كنا وماذا أصبحنا، 1986
29-	المضيف، 1986
30-	حيرة عامة، 1987
31-	أهلا بالأيام الوعظة، 1988
32-	يا نهر الدانوب يا نهر الدانوب، 1990
33-	جوهرة اللسان، 1999
34-	راتيبور، 2000
35-	إثنين مألوفين، 2003
36-	أصدقاء أبدية، 2004
37-	مقابلات، 2005
38-	ماذا أصبحت من الأمس إلى اليوم، 2006

## جوائزها
في عام 1978 حازت سميحة أيفردي على جائزة «هدية المؤسسة الثقافية الوطنية بتركيا، وفي عام 1984 حازت على جائزة» خدمة شرف «بالثقافة التركية الوطنية حيث أنها تعطيها مؤسسة الثقافة الوطنية. وفي عام 1985 حازت على جائزة الإنجاز البوسفوري من إصدار البوسفور وذلك بسبب العمل المسمى» بضع خطوات على سطح الأرض. وفي 26 أبريل عام 1986 قدمت مؤسسة الأدب التركي لسميحة أيفردي لوحة وذلك بسبب خدماتها بالفنون الوطنية. ومنحها اتحاد الكتاب التركي جائزة «لغة العام» وذلك بسبب العمل المسمى «مهلا يا تلك الأيام الوعظة» حيث أنه أصُدر في عام 1988. وفي عام 1990 قدمت المؤسسات البحثية بعائلة رئاسة الوزراء لوحة امتنات لسميحة أيفردي. وفي عام 1992 منحها اتحاد ملاك الأعمال الفنية والأدبية والعلمية جائزة «الخدمة المتميزة».
و في عام 2005 قد أسُتبدل اسم مدرسة الوطن الثانوية الأناضولية والتي تقع في شارع الوطن بالفاتح بإسطنبول إلى مدرسة سميحة أيفردي الثانوية الأناضولية.

## وصلات خارجية
•	موقع سميحة أيفردي (http://www.samihaayverdi.org/)
•	السيرة الذاتية لمدرسة سميحة أيفردي الثانوية الأناضولية على الموقع الإلكتروني
•	مقالة إسماعيل ديدي أفندي (http://turkmusikisi.com/makaleler/sa_ismail_dede_efendi.htm)